# Дубошевиця
45°53′ пн. ш. 18°41′ сх. д. / 45.88° пн. ш. 18.69° сх. д.
Дубошевиця (хорв. Duboševica) — населений пункт у Хорватії, в Осієцько-Баранській жупанії у складі громади Драж.

## Населення
Населення за даними перепису 2011 року становило 554 осіб.
Динаміка чисельності населення поселення:

## Клімат
Середня річна температура становить 11,02 °C, середня максимальна – 25,49 °C, а середня мінімальна – -6,09 °C. Середня річна кількість опадів – 600 мм.
| Клімат поселення                              | Клімат поселення | Клімат поселення | Клімат поселення | Клімат поселення | Клімат поселення | Клімат поселення | Клімат поселення | Клімат поселення | Клімат поселення | Клімат поселення | Клімат поселення | Клімат поселення | Клімат поселення |
| Показник                                      | Січ.             | Лют.             | Бер.             | Квіт.            | Трав.            | Черв.            | Лип.             | Серп.            | Вер.             | Жовт.            | Лист.            | Груд.            |                  |
| Середній максимум, °C                         | 5,99             | 7,88             | 12,54            | 17,20            | 22,60            | 25,49            | 25,03            | 24,78            | 20,55            | 15,09            | 8,90             | 5,02             |                  |
| Середня температура, °C                       | −0,05            | 1,82             | 6,50             | 11,17            | 16,54            | 19,44            | 21,27            | 21,00            | 16,80            | 11,30            | 5,13             | 1,27             |                  |
| Середній мінімум, °C                          | −6,09            | −4,22            | 0,46             | 5,11             | 10,50            | 13,40            | 17,50            | 17,22            | 13,01            | 7,54             | 1,36             | −2,51            |                  |
| Норма опадів, мм                              | 35               | 31               | 33               | 47               | 57               | 75               | 62               | 58               | 50               | 51               | 55               | 46               |                  |
| Середньомісячна швидкість вітру, м/с          | 2.58             | 2.79             | 3.01             | 3.00             | 2.60             | 2.40             | 2.40             | 2.20             | 2.20             | 2.30             | 2.49             | 2.60             |                  |
| Середньомісячна сонячна радіація, кДж/м²·день | 4146             | 6938             | 10893            | 15480            | 19467            | 21753            | 21979            | 19920            | 14858            | 9296             | 4707             | 3421             |                  |
| --------------------------------------------- | ---------------- | ---------------- | ---------------- | ---------------- | ---------------- | ---------------- | ---------------- | ---------------- | ---------------- | ---------------- | ---------------- | ---------------- | ---------------- |
| Джерело:                                      |                  |                  |                  |                  |                  |                  |                  |                  |                  |                  |                  |                  |                  |